# Entre Nous – Träume von Zärtlichkeit
Entre Nous – Träume von Zärtlichkeit (Originaltitel: Coup de foudre) ist ein französischer Film aus dem Jahr 1983. Regie führte Diane Kurys.

## Handlung
Im Jahre 1942 wird die Jüdin Lena in den Pyrenäen interniert, wo ihr die Deportation droht. Michel, einer der Aufseher, verliebt sich in sie und ermöglicht ihr die Flucht. Seine Bedingung aber ist, ihn zu heiraten. Nach dem Krieg ist Michel Inhaber einer Autowerkstatt und Lena bekommt mit ihm zwei Töchter. Auf einer Schulveranstaltung lernt sie Madeleine kennen. Die beiden empfinden spontan Sympathie füreinander und es entwickelt sich eine Freundschaft zwischen den Familien, die von der immer enger werdenden Beziehung der beiden Frauen getragen wird, die homoerotische Züge annimmt. Später verlässt Madeleine ihren Mann und geht zeitweise nach Paris, wo sie aber scheitert, depressiv wird, sich zu ihren Eltern zurückzieht und auch den Kontakt zu Lena abbricht. Diese leidet sehr darunter, spürt Madeleine aber auf und eröffnet dann in Lyon mit Unterstützung ihres Mannes eine Boutique. Der verwüstet diese jedoch, als er sieht, dass Madeleine daran beteiligt ist. Daraufhin verlässt Lena Michel und die beiden Frauen fahren mit den Kindern ans Meer. Dort versucht Michel die Familie wieder zu vereinen, wird aber von Lena endgültig abgewiesen. Die Frauen werden mit den Kindern allein bleiben.

## Kritik
„Ein sehr persönliches, detailgetreues Melodram, das sich bemüht, allen Beteiligten gerecht zu werden. In der Verbindung von Kammerspiel und Ausstattungskino nicht immer geglückt, doch in seinem einfühlsamen Werben für Verständnis und Toleranz bemerkenswert.“

## Auszeichnung
Der Film wurde bei der Oscarverleihung 1984 als Bester fremdsprachiger Film nominiert.